# Edinburgh Medical College

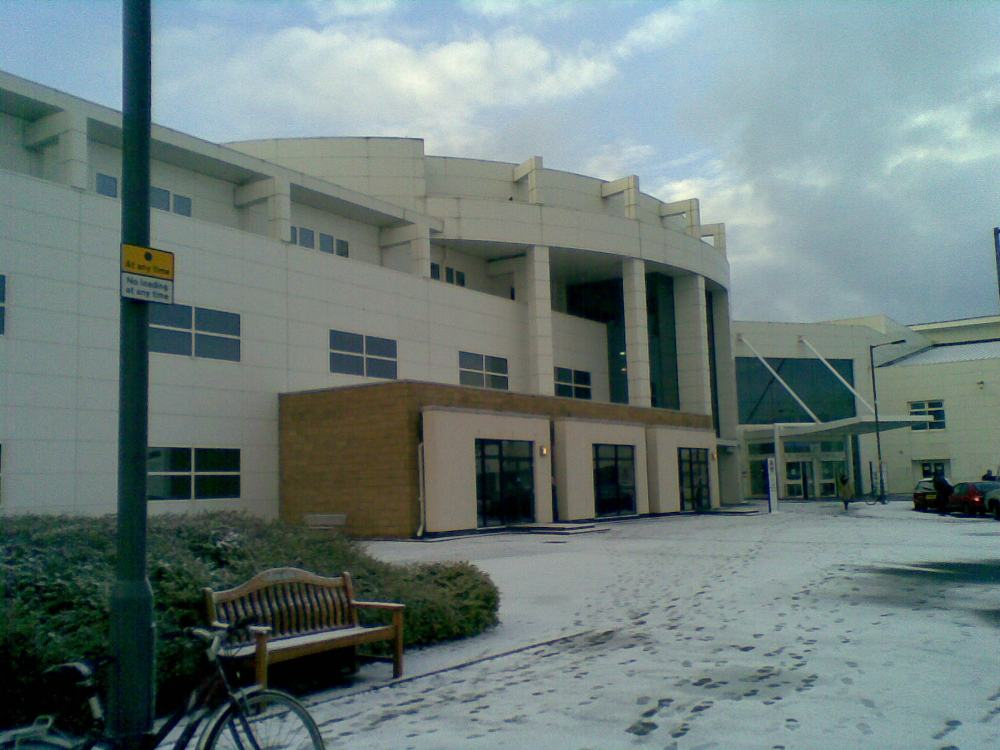
Chancellor's Building, Little France

La University of Edinburgh Medical School è la facoltà di medicina dell'Università di Edimburgo, e come tale fa parte del College of Medicine and Veterinary Medicine. Fu fondata circa 283 anni fa, la Edinburgh Medical School è una delle più vecchie facoltà di medicina della Scozia e del Regno Unito. Dal 2008 la scuola accetta 218 studenti di medicina all'anno dalla Gran Bretagna/Europa e 16 studenti dal resto del mondo. L'ammissione è abbastanza competitiva, ogni anno vengono scartati l'85% degli studenti inglesi ed europei e il 92% degli studenti internazionali.

## Storia
Anche se la facoltà di medicina dell'università di Edimburgo non fu formalizzata che nel 1726, la medicina era insegnata già all'inizio del sedicesimo secolo. La formazione della facoltà vera e propria dipese dall'accorpamento con la Royal College di Chirurgia di Edimburgo, nel 1505 e la fondazione del Royal College di Medicina di Edimburgo nel 1681.
L'università fu fatta a modello dell'Università di Bologna, ma le tecniche di insegnamento erano basate su ciò che si insegnava nel sedicesimo secolo all'Università di Padova, e successivamente all'Università di Leiden (dove molti dei fondatori della facoltà avevano studiato) nel tentativo di attirare studenti stranieri e mantenere i potenziali studenti scozzesi in Scozia.
Fin dal Rinascimento la prima materia di medicina insegnata qui fu l'anatomia e successivamente nel 1720, Alexander Monro fu nominato Professore di Anatomia. Successivamente anche il figlio e il nipote (entrambi con lo stesso nome) ottennero quella posizione, un "regno" di professori Alexander Monro durato circa 128 anni. Negli anni a seguire la facoltà fu completata con altre quattro cattedre che permisero di garantire il raggiungimento del titolo di Dottore in Medicina (MD) senza l'assistenza del Royal College di Medicina di Edibburgo.
Il successo nell'insegnamento della medicina e della chirurgia nel diciottesimo secolo fu raggiunto grazie al primo ospedale accademico, ai medici della città e alla gilda cittadina dei chirurghi (più tardi divenuta il Royal College di Chirurgia di Edimburgo). Dal 1764 il numero degli studenti in medicina era così grande che furono messi altri 200 posti a sedere nell'Anatomy Theatre nel giardino del college. Gli studenti arrivarono anche dall'Irlanda, dall'America e dalle colonie anche grazie a brillanti docenti come William Cullen, James Gregory e Joseph Black.

### L'Infermeria Reale di Edimburgo
Le origini dell'Infermeria Reale si possono trovare a Robertson's Close, vicino all'Old College a Newington (tra Infirmary Street e High School Yards). Ero disponibili solo 4 letti dal 4 agosto 1729 e le visite degli studenti di medicina erano limitate a due alla volta (per evitare affollamenti). Questa situazione ra chiaramente inadeguata e nel 1741, poco dopo la fondazione del college, fu proposto un ospedale con 228 posti letto, progettato da William Adam. A causa dell'affollamento di edifici lungo High School Yards, fu commissionato a David Bryce il progetto di un ospedale - la Infermeria Reale di Edimburgo su Lauriston Place vicino all'università e vicino agli edifici universitari che vennero costruiti nel 1880.
Nell'agosto 1998 fu firmato un contratto per costruire una nuova infermeria a Little France, uno spostamento in un luogo con più verde a sudest della città. Nel maggio 2001 il sito originale di Lauriston Place di 81.000 m² fu comprato per £30 milioni di sterline dalla Southside Capital Ltd., un consorzio che comprendeva Taylor Woodrow, Kilmartin Property Group, e la BAnca di Scozia. È stato riconvertito in un centro con case, negozi e hotel.
L'Infermeria Reale di Edimburgo è il più vecchio ospedale di volontariato in Scozia.

### Il Giardino Botanico Reale di Edimburgo
Il Giardino botanico fu creato nel 1670 per lo studio delle piante officinali del Dr Robert Sibbald (più tardi Professore di Medicina all'Università di Edimburgo) e del Dr Andrew Balfour. Diede una base per lo sviluppo della parafarmacia e della chimica. In origine si trovava a St Anne's Yards vicino all'Holyrood Palace, il giardino misurava solo 3.7 m². Fu nel 1820 che il giardino e quello che conteneva furono spostati nella loro attuale locazione a Inverleith ('The Inverleith Garden') da Robert Graham. Oggi è riconosciuto come il secondo giardino botanico più vecchio della Britannia, dopo Oxford (fondato nel 1620).
Il diciannovesimo secolo vide la crescita delle nuove scienze ad edimburgo, tra cui fisiologia e patologia, e lo sviluppo della salute pubblica e della psichiatria. Fu anche aggiunta ostetricia come parte essenziale del curriculum medico.

### Le donne e la medicina
Nel 1869 Sophia Jex-Blake fu accettata malvolentieri ad unirsi ad una classe a numero limitato della facoltà, iscrivendo Edimburgo in testa nelle battaglie delle donne per entrare i medicina. La parità tra i sessi fu raggiunta solo 20 anni dopo. Le scuole di medicina britanniche dell'epoca rifiutavano apertamente le donne. Jex-Blake persuase l'università di Edimburgo ad accettare non solo lei, ma anche la sua amica Edith Pechy.

### La Scuole di Medicina a Teviot Place
Nel decennio 1860 la scuola di medicina fu costretta all'interno dell'Old College e dal 1880 fu costruita la nuova Infermeria Reale a Lauriston Place. La costruzione di nuovi edifici medici fu completata nel 1884, su Teviot Row, adiacente all'Infermeria. Insieme ospitavano la Facoltà di Medicina con nuove attrezzature per l'insegnamento, la ricerca scientifica e i laboratori pratici. Il complesso prese il nome di "New Quad", in contrasto con l'Old College (anchye noto come "Old Quad") e il New College, che in origine non faceva parte dell'Università.
La competizione per progettare i nuovi edifici dell'università fu vita dall'architetto Sir Robert Rowand Anderson nel 1877 (che successivamente progettò la cupola degli edifici dell'Old College di Robert Adam/William Henry Playfair). Dopo un lungo viaggio per l'Europa, decise per una cupola nello stile cinquecentesco italiano che egli stesso giudicava "più adatto dello stile Classico o Palladiano, dove gli interni sarebbero stati vincolati alla forma esteriore, o a quello medioevale, che sarebbe stato in disaccordo con lo spirito della ricerca scientifica medica". All'inizio il progetto prevedeva una nuova University Graduation Hall, ma questo fu considerato troppo ambizioso. Fu costruito un altro edificio adibito a questo scopo, la McEwan Hall, sempre progettata da Anderson, dopo i fondi donati dal birraio Sir William McEwan nel 1894. L'ultima struttura impegnò tre anni di lavori di decorazione tra cui gli elaborati affreschi sul soffitto e l'organo. L'edificio fu progettato attorno a due corti, con un grande quadrato di prato pubblico sul davanti e, per la discrezione degli obitori e della sala di dissezionamento dei cadaveri, un secondo cortile privato a cui si accede da dietro. Il Professore di Anatomia, Sir William Turner (professore dal 1867 al 1903, rettore dal 1903 al 1917) fu messo a capo del progetto che portò alla costruzione del musei a tre piani con mostre di qualsiasi cosa, dalle balene alle api, come anche l'anatomia umana, una libreria associata e un'intera serie di stanze di dissezione, laboratori e un'aula magna di anatomia (basata su quella di Padova) con spalti inclinati che sovrastano il tavolo di dissezione. Il Museo di Anatomia è stato poi ristrutturato e ora è diventato uno spazio di studio per gli studenti, non accessibile al pubblico, anche se il grande scheletro di elefante che una volta era il segno distintivo dell'ingresso del museo rimane nell'ala est.
Oggi gli edifici del Teviot Place sono focalizzati all'insegnamento di materie come biochimica e anatomia. Gli edifici hanno ancora il laboratorio di insegnamento di anatomia (anche se la dissezione è stata sostituita) e il centro di ricerca di anatomia (una versione in scala ridotta del museo di anatomia) e l'aula magna originale. L'edificio ospita anche la Biomedical Teaching Organisation, dove le materie affini alla medicina (come la psicologia e la scienza forense) sono insegnate agli studenti di biologia e agli studenti di medicina.
Ci sono anche dei progetti per passare l'ala ovest della scuola al Dipartimento di Storia dell'Università di Edimburgo, da quando i precedenti occupanti (il Dipartimento di Microbiologia Medica) si sono spostati al campus Little France.

### Medical School a Little France
Il Chancellor's Building fu aperto il 12 agosto 2002 dal Duca di Edimburgo e ospita la nuova Medical School costata £40 milioni di sterline. È stato un progetto condiviso tra finanziatori privati, autorità locali e l'Università per creare un ospedale più grande e moderno, una clinica veterinaria e un istituto di ricerca e così nel 2003 l'Università cominciò a spostare qui le Facoltà di Veterinaria e di Medicina (e se possibile anche quella di Infermieristica). Non ci sono né un'aula magna né una biblioteca. È collegata alla Nuova Infermeria Reale da una serie di corridoi.

### LaPolish School of Medicineall'Università di Edimburgo
La Polish School of Medicine fu fondata nel 1941 come un "testamento post guerra a questo spirito di illuminazione". Gli studenti erano ex soldati dell'esercito polacco e le lezioni si tenevano in polacco. Le classi delle materie pre-cliniche erano tenute alla Medical School Clinical, gli insegnamenti si tenevano per la maggior parte all'INfermeria Reale a Lauriston Place. Un edificio separato, il Paderewski Hospital, fu costruito nel cortine di Western General per provvedere ai membri alle forze armate e ai civili polacchi.
Il progetto fu iniziato dal Tenente Colonnello Francis Crew, poi Comandante Ufficiale all'ospedale militare del Castello di Edimburgo, e dal Tenente Colonnello Antoni Jurasz, l'organizzatore scolastico e primo preside.
La scuola fu chiusa nel marzo 1949. C'erano 336 immatricolati dei quali 227 con una laurea triennale. 19 ottennero il grado di Dottori. Una placca di bronzo commemora l'esistenza della Polish School of Medicine e si trova nel Quadrangolo della Facoltà a Teviot Place.

## Ammissione
Ottenere l'ammissione alla facoltà di medicina dell'Università di Edimburgo è abbastanza difficile e circa il 90% dei richiedenti viene rifiutato ogni anni.
Le qualifiche per l'ammissione comprendono:
Esami SQA (Scottish Qualifications Authority): bisogna ottenere il massimo dei risultati in chimica e due tra biologia, matematica e fisica. Gli studenti che non sono stati in grado di fare questo possono essere ammessi con remura. Biologia Umana può sostituire Biologia.
GCE Advanced Level: Deve includere chimica e una tra biologia, matematica o fisica. Biologia deve avere il massimo livello.
Ci sono requisiti aggiuntivi come lo UK Clinical Aptitude Test (UKCAT) che è un requisito obbligatorio per tutti gli studenti che fanno richiesta alla Facoltà di Medicina di Edimburgo e agli applicanti è richiesto di partecipare al test durante l'estate precedente all'iscrizione. La registrazione al test avviene sul sito UKCAT website Archiviato il 12 maggio 2011 in Internet Archive..
La maggior parte dei richiedenti, inclusi i richiedenti d'oltremare non sono intervistati prima dell'ammissione.
Il corso dura 5 anni e può essere esteso ad un anno di preparazione pre-immatricolazione per i richiedenti che non hanno un'adeguata preparazione in alcune materie, ma che hanno sufficienti qualifiche per essere ammessi al programma di cinque anni, oppure può essere intercalato con un anno tra il secondo e il terzo che permette di raggiungere la laurea in una disciplina scientifica separata.

## I corsi e i curriculum
Corsi di laurea disponibili: Scienze Mediche, Medicina, con l'opzione dell'anno da intercalare.

### Primo e Secondo anno
Gli studenti intraprendono lo studio delle Scienze Biomediche e della Salute e della Società, che forniscono una introduzione ai principi scientifici, sociologici e comportamentali per la pratica della medicina. Sono insegnate anche le competenze pratiche cliniche e la rianimazione. C'è un contatto con i pazienti e con le loro famiglie, in questo modo si ha l'opportunità di lavorare in un ambiente clinico, di indagare sui problemi sanitari e di parlare con le famiglie e con i pazienti.
Il secondo anno gli studenti cominciano lo studio della storia medica e le tecniche di pratica generali.

### L'anno intercalato
Questo anno opzionale permette agli studenti di raggiungere il grado di "Bachelor" (laurea triennale).

### Terzo e quarto anno
Si insegna la comprensione della medicina clinica e delle sue branche. L'insegnamento è arricchito con lezioni e opportunità messe a disposizione degli studenti all'interno dell'Infermeria.

### Quinto anno
Recupera tutti i temi dei precedenti quattro anni e comprende un periodo di lezione di otto settimane, in cui molti studenti possono ampliare la loro esperienza clinica e possono studiare all'estero.

## Facoltà
Le materie della triennale del primo e secondo anno sono insegnate principalmente negli edifici della Medical School a Teviot Row nel quartiere universitario del centro di Edimburgo. Gli anni clinici (terzo, quarto e quinto) si passano per la maggior parte tra i tre ospedali di Edimburgo, l'Infermeria Reale di Edimburgo (RIE) a Little France, a sud della città nel quartiere di Green Belt; il Western General Hospital poco a ovest del centro della città e il Royal Hospital for Sick Children in centro.
L'Infermeria Reale di Edimburgo è la principale clinica universitaria della città. Il Chancellor's Building a Little France, vicino alla nuova infermeria fu aperta il 12 agosto del 2002 dal Principe Filippo, Duca di Edimburgo, Cancelliere dell'Università.

### EEMeCArchiviatoil 9 giugno 2013 inInternet Archive.
Edinburgh Electronic Medical Curriculum è un ambiente didattico in rete che permette agli studenti di avere un accesso protetto ad ogni informazione riguardante i corsi. Esso comprende anche annunci, discussioni e l'uso degli strumenti dei corsi per facilitare e gestire il progresso degli studenti attraverso i corsiincludendo i risultati degli esami e i programmi di studio. Fu crato nel 1998 e fu uno dei primi strumenti di questo tipo nel mondo ed è stato un modello da seguire per le altre scuole di medicina. Nel 2005 l'Università di Edimburgo fu premiata per questa piattaforma medica virtuale.

## Ricerche
L'Università di Edimburgo è membro della Russell Group, per questo riceve una parte dei fondi per la ricerca dello Stato. Nell'ultimo anno tre quarti dei professori impegnati nella ricerca faceva parte di unità accademiche di massimo livello. Questo è dato degno di nota in considerazione delle grandi dimensioni dei gruppi di ricerca universitari. Il College ha una media di entrate di £45 milioni di sterline all'anno per la ricerca e la cifra aumenta ogni anno.
La maggior parte dei fondi arrivano dai concili di ricerca, dagli enti di beneficenza veterinari e medici, dall'industria e dal commercio e dall'Unione Europea.

## Royal Medical Society
La Royal Medical Society, è una società di medicina dell'Università di Edimburgo ed è la più vecchia società di questo genere del Regno Unito. Nota in origine, nel 1734, come Medical Society prese il nome di Royal Medical Society nel 1777. Essa ha una sua sede propria e una bella biblioteca costruita tra il XVIII e il XIX secolo, sfortunatamente venne venduta in tre volte alla Sotheby's London nel 1969. La maggior parte della collezione è stata acquistata dall'Università di Wisconsin–Madison.

## Doctors Pub
Situato direttamente all'angolo tra gli edifici dell'università di medicina e l'infermeria, "Doctors" è stato il rifugio di molti studenti della Edinburgh Medical School fin dagli anni settanta. La storia veste le pareti sotto forma di targhe e fotografie..